# Wilhelm Tranow
Wilhelm Tranow byl velmi úspěšný německý kryptoanalytik, který během druhé světové války monitoroval rádiový provoz pro Německé námořnictvo a vedl prolomení mnoha šifrovaných komunikačních systémů, například námořní šifru používanou britskou admiralitou a námořní kód používaný pro kódování administrativních signálů.
Tranow byl považován za jednoho z nejdůležitějších kryptoanalytiků služby B-Dienst. Byl charakterizován jako stará škola a energický.
O jeho životě bylo málo známo, jako například kde a kdy se narodil nebo kdy zemřel.
Americký historik David Kahn popsal význam a úspěchy pro historii 2. světové války citací neznámého zdroje:
Jestli někdo v německém zpravodajství kdy držel klíče k vítězství ve druhé světové válce, byl to Wilhelm Tranow.
David Kahn, Seizing the Enigma: The Race to Break the German U-boat Codes, 1939-1943, 